# 兎角亭亀毛
兎角亭 亀毛（とかくてい きもう、生没年不詳）とは、江戸時代の浮世絵師。

## 来歴
北尾政演（山東京伝）の門人。寛政年間に刊行された黄表紙と洒落本合せて4点の挿絵を描いている。その中の『京伝憂世之酔醒』と『磨光世中魂』には「京伝門人 亀毛」、『南品傀儡』には「京伝門人兎角亭亀毛」と号している。「兎角」と「亀毛」にはともに「実在しないもの」という意味があり、一説には京伝の仮名であるともいわれる。

## 作品
- 『京伝憂世之酔醒』三巻　黄表紙　※山東京伝作。寛政2年（1790年）刊行
- 『藍返行義霰』（そめかえしぎょうぎあられ）三巻　黄表紙　※京伝作、寛政2年刊行
- 『磨光世中魂』（みがけばひかるよのなかしょうねだま）三巻　黄表紙　※竹塚東子作、寛政2年刊行
- 『南品傀儡』（なんぴんあやつり）1冊　洒落本　※青海舎主人作、寛政3年刊行